# Dobrujanska revoluționna organizația
Dobrujanska revoluționna organizația (Organizația revoluționară dobrogeană, D.R.O.) a fost o organizație revoluționară țărănească. Conform Enciclopediei Românești editată de Academia Republicii Populare Române, organizația era creată de Partidul Comunist din România. În cartea Istoria secretă a Președintelui României Ion Iliescu, Vladimir Alexe afirmă că inițial era o organizație naționalist-teroristă bulgară, care milita pentru o Bulgarie Mare, ce urma să includă și Dobrogea românească. Membrii săi se numeau comitagii și desfășurau activități teroriste în Dobrogea. 
După 1919, orientarea politică s-a schimbat, devenind o organizație comunistă, obedientă față de URSS. Noua organizație nu mai milita pentru o Bulgarie Mare, ci pentru autodeterminarea, până la separare, a Dobrogei de România și transformarea acesteia într-o republică autonomă independentă, care ar fi trebuit fie să facă parte din preconizata „Republică Federativă Balcanică”, fie să se alipească la URSS, ca a 16-a republică sovietică. Și-a desfășurat activitatea între 1925 și 1940 în Dobrogea, mai ales în Cadrilater. În activitatea sa D.R.O. a îmbinat formele ilegale de activitate cu cele legale (presă, cămine culturale, biblioteci, etc.). A editat între 1933 și 1934, publicațiile periodice în limba bulgară Dobrujanska Duma („Gândul dobrogean”), după interzicerea căreia Nașa duma („Gândul nostru”), suspendată și ea, apoi Duma și revista Clasove („Spicuiri”), care a apărut între septembrie 1934 și martie 1935.